# Janusz Maria Brzeski
Janusz Maria Brzeski (17. února 1907, Varšava – 1. října 1957, Krakov) byl polský umělec, fotograf, grafik, ilustrátor a filmař spojený s avantgardním kinem.

## Životopis
Studoval u prof. Jana Jerzego Woronieckého na Škole užitého umění a uměleckého průmyslu v Poznani. Po získání stipendia odjel v roce 1925 do Itálie a Francie. Mezi 1929–1930 přebýval v Paříži, kde se zabýval různými druhy umělecké činnosti. Po dvou letech se vrátil zpátky do Polska a usadil se Krakově. Zabýval se grafikou, ilustrací a fotografií, spolupracoval s několika časopisy. Byl spoluzakladatelem Studia polské filmové avantgardy (Studio Polskiej Awangardy Filmowej - SPAF) a natáčel avantgardní a experimentální filmy: Przekroje (1931) a Beton (1933), žádný z filmů se ale nedochoval.
Po druhé světové válce zahájil spolupráci s časopisem "Przekrój", což byl levicově orientovaný týdeník. Brzeski byl hlavním grafikem písma. Dále se podílel na práci s krakovskými nakladatelstvími a jinými časopisy, pro které navrhoval a vytvářel grafické práce.
Podle francouzského uměleckého kritika Eduarda Jaguera mělo Brzeského dílo řadu podobných prvků s dílem Jindřicha Štýrského a Františka Vobeckého.
Zemřel roku 1957 v Krakově.